# Francesco Sidoli
Francesco Sidoli (Cereseto, 2 de novembro de 1874 - Gênova, 18 de dezembro de 1924) foi um clérigo italiano e arcebispo católico romano de Gênova.

## Biografia
Nasceu em Cereseto, povoado de Compiano, província de Parma e diocese de Piacenza, em 2 de novembro de 1874.

### Treinamento sacerdotal e ministério
Tendo abraçado a sua vocação religiosa, frequentou primeiro o seminário episcopal de Bedonia e depois o Colégio Alberoni.
Foi ordenado sacerdote em 17 de agosto de 1897, na catedral de Piacenza, pelo bispo João Batista Scalabrini.
Notado por Mons. Camillo Mangot, secretário do bispo de Piacenza, foi cooptado como arcipreste da mesma catedral, ganhando a confiança do bispo João Batista Scalabrini que lhe permitiu discutir a sua licenciatura em filosofia na Academia Romana de San Tommaso e a de teologia em o seminário pontifício de Santo Apolinário em Roma.

### Ministério episcopal
Foi eleito bispo de Rieti em 20 de junho de 1916; foi consagrado em Roma, na Basílica de Santo Apolinário nas Termas., pelas mãos do Cardeal Gaetano de Lai, co-consagrando os bispos Giovanni Nasalli Rocca di Corneliano e Luigi Capotosti. Fez a sua entrada solene na diocese em 19 de outubro do mesmo ano.
Durante os verões, costumava passar um mês inteiro de férias de verão em Bedonia, aproveitando para se dedicar à sua grande paixão, o montanhismo, e escalar vários picos dos Apeninos Ligúria-Emilianos como o Monte Penna, o Monte Maggiorasca, o Monte Bue, Monte Tomarlo e Monte Nero.
Em 1924 foi transferido para o arcebispado de Génova, da qual tomou posse a 13 de julho. Ele morreu alguns meses depois, em 18 de dezembro de 1924.